# Lîpove, Ciornuhî
Lîpove (în ucraineană Липове) este un sat în comuna Kizlivka din raionul Ciornuhî, regiunea Poltava, Ucraina.

## Demografie
Componența lingvistică a localității Lîpove
     Ucraineană (95,83%)
     Rusă (2,08%)
Conform recensământului din 2001, majoritatea populației localității Lîpove era vorbitoare de ucraineană (95,83%), existând în minoritate și vorbitori de rusă (2,08%).